# انبارألوم
انبارألوم (بالفارسية: انبارآلوم) هي مدينة تقع في إيران في مقاطقة فوشمجير. يقدر عدد سكانها بـ 5,859 نسمة .